# Hrabstwo Barbour (Wirginia Zachodnia)
Hrabstwo Barbour (ang. Barbour County) – hrabstwo w stanie Wirginia Zachodnia w Stanach Zjednoczonych. Obszar całkowity hrabstwa obejmuje powierzchnię 342,75 mil² (887,72 km²). Według szacunków United States Census Bureau w roku 2010 miało 16 589 mieszkańców.
Hrabstwo powstało w 1843 roku. 

## Miasta
- Belington
- Junior
- Philippi[4]

## CDP

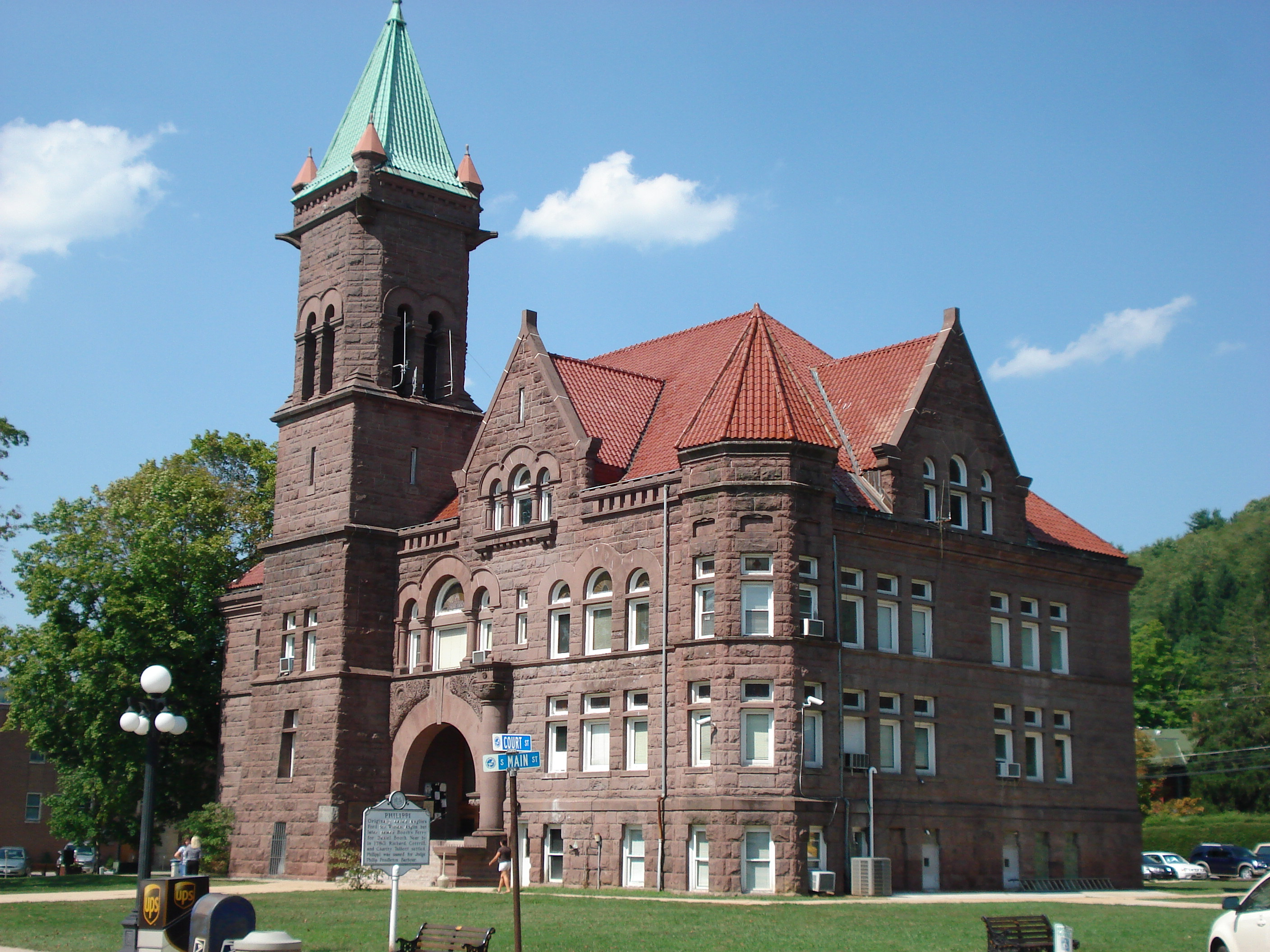
Budynek administracji hrabstwa (courthouse) w Philippi

- Century
- Galloway[4]

| Populacja hrabstwa w poprzednich latach | Populacja hrabstwa w poprzednich latach |
| Rok                                     | Liczba ludności                         |
| --------------------------------------- | --------------------------------------- |
| 1980                                    | 16 623                                  |
| 1990                                    | 15 699                                  |
| 2000                                    | 15 557                                  |
| 2010                                    | 16 589                                  |